# 段一士
段一士（1927年—2016年12月21日），男，祖籍四川武胜，生于北京，中国理论物理学家、教育家，兰州大学教授，专攻粒子物理与广义相对论。主要学术成就包括拓扑流理论和规范势可分解及其内部结构理论的提出等。

## 生平
段一士祖籍四川武胜，生于北京，1951毕业于金陵大学（今南京大学），1953年-1956年赴前苏联莫斯科大学留学，获副博士学位。毕业后帮助苏联科学院院士朗道查阅、整理英文文献。1956-1957年，被分配到Dubna联合核子研究所，作为研究人员。1957年回国。在中科院兰州化学物理研究所、兰州大学物理系工作、建立兰州大学理论物理专业，先后担任兰州大学物理系主任、理论物理所所长及荣誉所长、甘肃省物理学会理事长、中国高能物理学会常务理事、国际霍普金斯粒子物理现代问题讨论会常任组织委员等职。
由于其科研、教学贡献，曾获国家自然科学奖、教育部科技进步奖、中国人民解放军科技进步奖。1984年被评为全国优秀教师，1990年被评为全国高等学校先进科技工作者。
2016年12月21日19时7时45分在兰州病逝，享年90岁。

## 学术贡献
- 拓扑流理论
- 规范势可分解及其内部结构理论(1979年)；
- 任意自旋场的广义协变原理；
- 在黎曼-嘉当流形中提出新的不变量[1]。

## 著名学生
段一士在兰州大学除先后担任群论、量子场论、粒子物理和广义相对论等课程的教学日常教学外，曾先后担任72名研究生、36名博士生的导师，其弟子中当选院士、教授者有26人（至2013年5月），较为著名的有：
- 葛墨林，中科院院士
- 张敬业
- 张胜利，西安交通大学理学院院长
- 任罡，研究蛋白分子照相